# 家有賤狗
《家有賤狗》是日本漫畫家Terry山本所創作的日本漫畫作品。於1992年至1999年在小學館《Big Comic Superior》連載，單行本全11卷。
電視動畫版由朝日電視台於1993年10月14日開始播放，至1994年9月22日完結。之後被改編為動畫電影。

## 故事大綱
阿嗚是隻老是為週遭的人帶來不少麻煩的牛頭梗，最初是不賣錢的窮困漫畫家倉元，之後輾轉來到犬神家，但也因此常常帶來許多妙趣橫生的事情。

## 登場人物

### 犬神家
阿嗚/Bow Wow(バウ) /阿包(香港)声 - 日本：園部啓一 臺灣：曹冀魯 (東風衛視)、宋昱璁 (MOMO親子台)
本作主角。突然出現在不賣錢的漫畫家（倉元）的公寓當中、牛頭㹴系的雄犬。過去似乎是人家的寵物。在暫居倉元家後不久、又住進小學的教室，後來住進沙也加的家中、並成為她的愛犬。性格無敵大膽、自由奔放、天真爛漫又相當愛吃。經常引起各種問題及趣事。漫畫版中，最後愛上附近的偶像犬（黛安娜），並且成為四兒之父。
動畫版最後、不小心掉進卡車當中而離開犬神家。數年後，沙也加有一瞬間看到成為野狗的牠。
犬神沙也加（いぬがみ さやか）/香香(香港)声 - 日本：本多知惠子 臺灣：方雪莉 (華視)、馮友薇 (卡通頻道)、雷碧文 (東風衛視)、吳貴竹(MOMO親子台) 香港：周文瑛（亞洲電視）
女主角。小學3年級學生。一開始就很喜歡阿嗚、是黑道老大之女。個性任性卻堅強，老是讓較不成熟的父親抬不起頭，可說是犬神家裡實際上地位最大的人。
犬神大五郎（いぬがみ だいごろう）/犬神大五郎(香港)声 - 日本：青森伸 臺灣：符爽 (卡通頻道)、陳幼文 (MOMO親子台、東風衛視)
犬神組組長、沙也加的父親。一度差點被人暗殺，卻被阿嗚所救。雖然溺愛女兒、但反過來卻與阿嗚水火不容。雖然個性比較不成熟，卻很重視人情義理。後來似乎金盆洗手，退出江湖。
犬神沙也加的媽媽只有略微帶過，並未在本動畫出現。
近藤三郎（こんどう さぶろう）/沙保(香港)声 - 日本：荒川太郎 臺灣：夏治世 (卡通頻道、東風衛視)、陳彥鈞 (MOMO親子台)
大五郎的左右手。通稱阿武(阿強、阿達、SUBA)。初登場時的長相，從一臉老相→20歲後半～30歲前半而有數次變化。負責犬神家中的雜事，也似乎常碰上衰事。漫畫版中期遇見朝子，在歷經各種困難後而與她共結連理。
大五郎之母声 - 日本：京田尚子 臺灣：汪世瑋 (MOMO親子台)
漫畫版第2卷到第6卷登場。名字不明。是大五郎的母親、沙也加的奶奶。個性嚴厲、對於阿嗚的生活指導相當嚴格。之後常到犬神家拜訪，也讓他們感到有些棘手。
雪恩/尚恩/炫炫(シェーン) /阿尚(香港)声 - 日本：飛田展男
從阿嗚來到時就開始飼養、阿富汗獵犬系的雄犬。是美國的冠軍犬、由於大五郎的要求而有過多裝模作樣的行為。但後來受到阿嗚的影響，反而因此過著隨心所欲的生活。看起來相當高雅，但卻不擅長運動。
布馬/布曼/布麻(ブーマー)
由於大五郎嫉妒沙也加跟阿嗚太過要好、為了引起她的注意而開始飼養的聖伯納犬系雄犬。初登場時是個面無表情不知道在想什麼的奇妙角色，之後開始有了許多豐富表情。在聖伯納犬中也是相當巨大、比阿嗚的食量更大。平常一直在睡覺，只有關鍵時才會行動。
叉(チャー)、燒(シュー)、麵(メン)声 - 日本：仲須友香、栗田朋子、佐佐木智惠
漫畫版第2卷到第6卷登場。3隻被拋棄紙箱中並且被阿嗚撿回來的小貓。名字由沙也加所取。橫條紋是叉、黑白是燒、白色是麵。雖然作為犬神家的吉祥物、但漫畫版第6集16話的最後，不知為何全部沒有登場。

### 第1卷 - 第6卷
倉元（くらもと）倉元 /倉元(香港)
声 - 日本：飛田展男 臺灣：于正昇 (MOMO親子台)、夏治世 (東風衛視)
動畫版第1集登場。最初是個不賣錢的漫畫家並與突然出現的阿嗚生活在一起。與阿嗚的生活可說是不好不壞。之後成為暢銷漫畫家並且因緣而在某公園與阿嗚再次相遇。
長松博士（ドクターながまつ）
漫畫版第6卷開始登場。是個將阿嗚作為實驗品而在牠身上進行各種發明而讓人感到麻煩的發明家。看起來令人討厭外，發明也讓人感到討厭。直到現在都在為了要讓看不起他的人好看而奮鬥著。
畑山（はたけやま）
長松博士的助手、也是他唯一的協力者。雖然個性認真、但有一次講冷笑話時、將長松的眼鏡拔下踩碎。
矢野朝子（やの あさこ）
漫畫版第6卷開始登場。是個在公司上班的OL，平常午休時會與朋友打排球、並因此與阿武(阿強)相遇。個性溫柔寬厚。最初和阿強只是朋友關係、但在阿強一時賭氣前往大阪一個月未與她聯絡下，因此讓雙方的距離稍稍減短。之後與樣樣精通的阿強加深彼此的關係、最終話與他一起進行婚禮。
紀子(友人A)
朝子的朋友。外型是長髮戴著眼鏡。注意到阿武(阿強)與朝子間的關係，因此經常會制止不會看場面說話的紀子(B)發言而擺出要她安靜的手勢。
紀子(友人B)
與紀子(A)一樣是朝子的朋友。鼻子旁有一個黑痣。不知為何兩人都是同名(恐怕是作者設定錯誤)。經常不會看場合說話。

### 九州 - 大阪篇（第6卷第17話 - 第8卷第3話）
由於阿強一直無法與朝子約會，因此使他氣到說出「我再也不想看到你了!!」。於是因此一個人離家與阿嗚坐上卡車遠走到九州的長崎，最後與牠一起回到犬神家。

#### 九州篇
大貫
白天在豪斯登堡擔任園丁、晚上則幫忙母親攤位的好青年。在豪斯登堡中發現被拋棄的阿嗚並且將牠帶回家裡。
千春
博多晚上的攤販「千春小姐」的店長，也是大貫之母。「千春小姐」的名物是鮋魚料理、自己的臉也長得像鮋魚。讓住在自己家的阿嗚負責店內宣傳的工作。
米村
從東京單身來博多出差的上班族。不擅於與人交際而沒有朋友、經常來到「千春小姐」中，一個人喝著悶酒。在知道店內的阿嗚是東京來的狗以後，相當開心並與牠互稱「兄弟」，也有很明快的個性。之後又因為工作關係而要出差到大阪、阿嗚則因為這樣會能夠比較接近東京而與他同行…。

#### 大阪篇
偶然從電視上知道阿嗚下落的犬神一家，趕緊前往「千春小姐」那邊找牠、但阿嗚早已與米村一同前往大阪。一方面將阿嗚放在置物箱中而要帶去大阪的米村、在睡覺時卻讓裝著阿嗚的箱子被人偷走。讓原本以為找到米村就能解決事情的犬神一家因此感到失落消沉。這時阿強提議由他一個人留在大阪去找尋阿嗚，但阿強在找尋的過程中，看到一名醉漢即將被卡車撞而前去救他。二週後、肚子正餓的阿嗚在聞到美食的味道下，進入到什錦燒店「いさみや」，並在那裡遇到了因為車禍而失憶的阿強。
千惠(チエ)
「いさみや」的看板小姐。是個會給飢餓的貓狗什錦燒吃，個性溫柔的好女孩。負責看護喪失記憶的阿強、因此對於阿強產生淡淡的情愫。
千惠之父
受阿強幫助的醉漢，也是「いさみや」的店長。由於阿強身上沒有任何證明自己身分的文件而無法幫他什麼忙、但因為認為「這一切全部都是自己造成的。」因此心生責任感、所以決定要幫助阿強到回復記憶為止。

### 第9卷以後
黛安娜(ダイアナ)
漫畫版第9卷登場。犬神家鄰居‧早坂家飼養的母犬。是個能讓鎮中的雄犬們每日甘心獻上貢品的美犬、並且受到主人的溺愛。由於被保護周到很少出去、因此懷抱著在外自由自在的夢想。因緣際會下，與阿嗚相遇、兩狗也因此互相對對方產生好感、並在某晚被阿嗚帶出家門。
香草、巧克力、可可亞(バニラ、ショコラ、ココア)
阿嗚與黛安娜間所生的3隻小母犬。白毛是香草、ブチ是巧克力、茶色是可可亞。取名者是沙也加。這三隻無論怎麼都相當有活力。雖然是天真無邪的小狗、但很多地方都和阿嗚相似。
小皮/小P(ピーちゃん)
第四隻小狗（雄）。經常發出波的一聲、在四隻小狗當中比較沒有存在感、但有時會做出讓人意想不到的事情、陷入困境時會發出高昂的「皮嚇ーーー!!!」的叫聲。 有一度還因為這個叫聲而拯救了地球。
大山茂男（おおやま しげお）
漫畫版第10卷登場。大五郎少年時代以來就有往來的損友。留著巨大的爆炸頭。喜歡與大五郎就無聊的小事進行勝負。
吉米(ジミー)
大山的愛犬。犬種是Pointer系、作為獵犬也相當有本事。雖然會與主人一起參加跟大五郎間的幼稚對決、但其實比主人還聰明。

## 出版書籍
| 卷數 | 小學館         | 小學館             | 時報出版       | 時報出版           |
| 卷數 | 發售日期       | ISBN               | 發售日期       | ISBN               |
| ---- | -------------- | ------------------ | -------------- | ------------------ |
| 1    | 1993年3月30日  | ISBN 4-09-183191-5 | 1994年10月26日 | ISBN 957-13-1405-6 |
| 2    | 1993年9月30日  | ISBN 4-09-183192-3 | 1994年11月26日 | ISBN 957-13-1406-4 |
| 3    | 1994年3月30日  | ISBN 4-09-183193-1 | 1994年12月16日 | ISBN 957-13-1407-2 |
| 4    | 1994年10月29日 | ISBN 4-09-183194-X | 1995年6月26日  | ISBN 957-13-1716-0 |
| 5    | 1995年8月30日  | ISBN 4-09-183195-8 | 1996年4月10日  | ISBN 957-13-2018-8 |
| 6    | 1996年6月29日  | ISBN 4-09-183196-6 | 1997年3月18日  | ISBN 957-13-2266-0 |
| 7    | 1997年4月30日  | ISBN 4-09-183197-4 | 1997年9月30日  | ISBN 957-13-2404-3 |
| 8    | 1998年2月26日  | ISBN 4-09-183198-2 | 1998年6月18日  | ISBN 957-13-2568-6 |
| 9    | 1999年1月30日  | ISBN 4-09-183199-0 | 1999年3月25日  | ISBN 957-13-2850-2 |
| 10   | 2000年2月29日  | ISBN 4-09-183200-8 | 2000年4月18日  | ISBN 957-13-3116-3 |
| 11   | 2000年3月30日  | ISBN 4-09-183241-5 | 2000年7月14日  | ISBN 957-13-3160-0 |

## 電視動畫
《家有賤狗》（平成イヌ物語バウ（へいせい - ものがたり - ））從1993年10月14日到1994年9月22日於朝日電視台播放，全80話（全40集），旁白為堀内賢雄。台灣由緯來日本台首播，MOMO親子台版旁白是陳幼文。華視版以庾澄慶主唱〈山頂黑狗兄〉取代原版OP，並以范曉萱主唱〈你的甜蜜〉取代原版ED。至於香港則由亞洲電視本港台首播。2008年10月到2009年7月，在埼玉電視台再次播放。但在廣島HOME電視台中、由於直播日本職棒廣島東洋鯉魚的賽事、因此會延遲播放本作。2014年以『想い出のアニメライブラリー第20集』為名發售DVD-BOX、收錄1話～20話的Part1在5月30日發售。收錄21話～最終話的Part2在6月27日發售。2016年1月6日在巴哈姆特動畫瘋開始線上播放。

### 工作人員
- 製作：本橋浩一
- 原作：Terry山本
- 企劃、製作管理：両角孝保（第一企画）、本橋壽一
- 音樂：渡邊俊幸
- 角色設定：武内啓
- 美術監督：川井憲
- 營業管理：西国晃
- 製作人:太田賢司（朝日電視台）、渡邊恭行（第一企画）、遠藤重夫（日本動畫公司）
- 導演：加賀剛
- 音響監督：早瀬博雪
- 攝影監督：杉山幸夫
- 色彩設計：大平敬志
- 原畫：座圓洞工作室（日语：スタジオ座円洞）、Studio Cockpit（日语：スタジオコクピット）、Studio Boomerang、Sunshan Corporation
- 動畫：Snow light、Daiso Production、Sunshan Corporation、座圓洞工作室、Studio Cockpit、Shankururu（日语：じゃんぐるじむ）
- 動画檢查：比志島ゆき、佐藤久、清水依子、鈴木克彦、上野千夏、坂道一茂、砂原昭一
- 背景：AtelierRoku、Studio Aqua、椋尾篁（日语：ムクオスタジオ）
- 仕上：Studio Killie
- 色彩指定：高橋直美
- 攝影：TRANS ARTS（日语：トランスアーツ）
- 編輯：名取信一、目黑廣志
- 底片編輯：上遠野英俊
- 錄音製作：音響映像System
- 聲音修飾：青木正俊
- 效果：庄司雅弘（Fizz Sound Creation（日语：フィズサウンドクリエイション））
- 錄音工作室：東北新社
- 標題：道川昭
- 顯像：IMAGICA
- 廣告：丹波敦子→奥村彰浩（朝日電視台）
- 製作桌：牛山浩
- 製作進行：山下賢治、永井裕二、岩崎秀紀、大六野篤
- 演出助手：島津裕行
- 擔當製作人：佐藤賢一
- 製作：朝日電視台、第一企画、日本動畫公司
- 版權標記：©Terry山本/小学館・朝日電視台・ADK・日本動畫公司 1993

### 主題曲
- 片頭曲《大キライ!》
作詞：渡瀬麻紀、作曲：川添智久、編曲：LINDBERG、須貝幸生、神長弘一/歌：LINDBERG（日语：LINDBERG）
- ED1《二人きりで行こうよ》（1話～30話）
作詞：渡瀬マキ、作曲：小柳昌法、編曲：LINDBERG、須貝幸生、神長弘一/歌：LINDBERG
- ED2《年がらノー天気》（31話～40話）
作詞：AIKO、作曲：北村雅彦、編曲：加藤みちあき/歌：Ed山口（日语：エド山口）、阿嗚（園部啓一）
- 插入曲《ふたりでパラダイス》
作詞：井上望、AIKO、作曲：塩塚博、編曲：加藤みちあき/歌：井上望（日语：井上望）、Ed山口

### 各話列表
| 話數 | 日文標題               | 中文標題                   | 劇本       | 分鏡       | 導演     | 作畫監督   |
| ---- | ---------------------- | -------------------------- | ---------- | ---------- | -------- | ---------- |
| 1    |                        | 名犬？迷犬？狗狗登場       | 小松崎康弘 | 加賀剛     | 加賀剛   | 武内啓     |
| 1    |                        | 狗走路走多了也會撞到犬神   | 小松崎康弘 | 稲垣卓也   | 稲垣卓也 | 武内啓     |
| 2    |                        | 漫畫家很辛苦的             | 小松崎康弘 | 細田雅弘   | 細田雅弘 | 近藤優次   |
| 2    | 狗狗入侵！學校一團亂   |                            | 小松崎康弘 | 細田雅弘   | 細田雅弘 | 近藤優次   |
| 3    |                        | 狗狗與野孩子3人組          | 雪室俊一   | 矢部秋則   | 矢部秋則 | 高橋英吉   |
| 3    | 決定！你的名字叫阿嗚   |                            | 雪室俊一   | 矢部秋則   | 矢部秋則 | 高橋英吉   |
| 4    |                        | 不講情面的拉麵戰爭         | 小松崎康弘 | 武藤裕治   | 武藤裕治 | 平山英嗣   |
| 4    | 大騷動！惡夢般的水族館 |                            | 小松崎康弘 | 武藤裕治   | 武藤裕治 | 平山英嗣   |
| 5    |                        | 悲劇！狗狗發酒瘋           | 雪室俊一   | 斎藤次郎   | 斎藤次郎 | 武内啓     |
| 5    | 阿嗚到莎也加的家       |                            | 雪室俊一   | 斎藤次郎   | 斎藤次郎 | 武内啓     |
| 6    |                        | 阿嗚值一千萬元             | 小松崎康弘 | 細田雅弘   | 細田雅弘 | 近藤優次   |
| 6    | 兜風鬧哄哄             |                            | 小松崎康弘 | 細田雅弘   | 細田雅弘 | 近藤優次   |
| 7    |                        | 阿嗚和猴子一起逃走         | 雪室俊一   | 矢部秋則   | 矢部秋則 | 高橋英吉   |
| 7    | 地獄般的猴山有隻阿嗚   |                            | 雪室俊一   | 矢部秋則   | 矢部秋則 | 高橋英吉   |
| 8    |                        | 強敵？布麻來了             | 小松崎康弘 | 稲垣卓也   | 稲垣卓也 | 武内啓     |
| 8    | 汗水與淚水的跑跳步特訓 |                            | 小松崎康弘 | 稲垣卓也   | 稲垣卓也 | 武内啓     |
| 9    |                        | 奶奶很強哦！               | 雪室俊一   | 武藤裕治   | 武藤裕治 | 平山英嗣   |
| 9    | 阿嗚去參觀東京         |                            | 雪室俊一   | 武藤裕治   | 武藤裕治 | 平山英嗣   |
| 10   |                        | 犬神家的老大是誰？         | 小松崎康弘 | 細田雅弘   | 細田雅弘 | 近藤優次   |
| 10   |                        | 阿嗚的快樂聖誕             | 雪室俊一   | 細田雅弘   | 細田雅弘 | 近藤優次   |
| 11   |                        | 新春！阿嗚的初夢騷動       | 小松崎康弘 | 斎藤次郎   | 斎藤次郎 | 武内啓     |
| 11   | 阿嗚和感冒和雞蛋酒     |                            | 小松崎康弘 | 斎藤次郎   | 斎藤次郎 | 武内啓     |
| 12   |                        | 阿嗚喜歡可樂餅             | 雪室俊一   | 矢部秋則   | 矢部秋則 | 高橋英吉   |
| 12   | 小貓咪來我家           |                            | 雪室俊一   | 矢部秋則   | 矢部秋則 | 高橋英吉   |
| 13   |                        | 貓咪與叉燒麵               | 雪室俊一   | 稲垣卓也   | 中西伸彰 | 武内啓     |
| 13   | 阿嗚喜歡滑雪           |                            | 雪室俊一   | 稲垣卓也   | 中西伸彰 | 武内啓     |
| 14   |                        | 鬼在外！過年有豆子的味道哦 | 小松崎康弘 | 武藤裕治   | 武藤裕治 | 平山英嗣   |
| 14   | 破壞相親的狗狗         |                            | 小松崎康弘 | 武藤裕治   | 武藤裕治 | 平山英嗣   |
| 15   |                        | 跟蹤莎也加的約會           | 小松崎康弘 | 細田雅弘   | 細田雅弘 | 近藤優次   |
| 15   | 阿嗚在下雨天玩耍       |                            | 小松崎康弘 | 細田雅弘   | 細田雅弘 | 近藤優次   |
| 16   |                        | 蛀牙與情人節               | 雪室俊一   | 斎藤次郎   | 斎藤次郎 | 武内啓     |
| 16   | 小加感冒風波           |                            | 雪室俊一   | 斎藤次郎   | 斎藤次郎 | 武内啓     |
| 17   |                        | 學藝會的主角是阿嗚         | 小松崎康弘 | 山吉康夫   | 山吉康夫 | 高橋英吉   |
| 17   | 阿嗚是闖空門共犯       |                            | 小松崎康弘 | 山吉康夫   | 山吉康夫 | 高橋英吉   |
| 18   |                        | 阿嗚是游泳高手             | 池田眞美子 | 加賀剛     | 中西伸彰 | 武内啓     |
| 18   | 快樂悲傷女兒節         |                            | 池田眞美子 | 加賀剛     | 中西伸彰 | 武内啓     |
| 19   |                        | 阿嗚渾身是傷的秘密         | 雪室俊一   | 武藤裕治   | 武藤裕治 | 平山英嗣   |
| 19   |                        | 阿嗚到名犬教室特訓         | 雪室俊一   | 武藤裕治   | 大町繁   | 平山英嗣   |
| 20   |                        | 阿嗚的愛吃鬼地獄           | 池田眞美子 | 細田雅弘   | 細田雅弘 | 近藤優次   |
| 20   | 阿嗚與外星人面對面     |                            | 池田眞美子 | 細田雅弘   | 細田雅弘 | 近藤優次   |
| 21   |                        | 阿嗚與小加的奇妙旅程       | 雪室俊一   | 加賀剛     | 加賀剛   | 武内啓     |
| 21   | 旅行不輕鬆之鄉下路     |                            | 雪室俊一   | 加賀剛     | 加賀剛   | 武内啓     |
| 22   |                        | 阿嗚與青蛙和蝴蝶           | 池田眞美子 | 斎藤次郎   | 山吉康夫 | 高橋英吉   |
| 22   |                        | 阿嗚是名犬                 | 池田眞美子 | 中西伸彰   | 山吉康夫 | 高橋英吉   |
| 23   |                        | 櫻花樹下有什麼？           | 池田眞美子 | 中西伸彰   | 中西伸彰 | 武内啓     |
| 23   |                        | 阿嗚賞花渾然忘我           | 池田眞美子 | 島津裕行   | 中西伸彰 | 武内啓     |
| 24   |                        | 警犬阿嗚抓小偷             | 小松崎康弘 | 松浦錠平   | 松浦錠平 | 山本泰一郎 |
| 24   |                        | 阿嗚的花粉症危機           | 小松崎康弘 | 松浦錠平   | 松浦錠平 | 平山英嗣   |
| 25   |                        | 阿嗚看球風波               | 雪室俊一   | 細田雅弘   | 細田雅弘 | 近藤優次   |
| 25   | 阿嗚要吃鯉魚旗         |                            | 雪室俊一   | 細田雅弘   | 細田雅弘 | 近藤優次   |
| 26   |                        | 獵犬阿嗚的生存遊戲         | 池田眞美子 | 井上修     | 井上修   | 林桂子     |
| 26   |                        | 阿嗚變成廣告明星           | 池田眞美子 | 井上修     | 井上修   | 山崎隆生   |
| 27   |                        | 和阿嗚一起做家庭訪問       | 小松崎康弘 | 山吉康夫   | 山吉康夫 | 高橋英吉   |
| 27   | 阿嗚是戀愛幫手         |                            | 小松崎康弘 | 山吉康夫   | 山吉康夫 | 高橋英吉   |
| 28   |                        | 漫畫家與阿嗚的重逢         | 雪室俊一   | 井上修     | 中西伸彰 | 武内啓     |
| 28   |                        | 阿嗚是天才鋼琴家           | 雪室俊一   | 中西伸彰   | 中西伸彰 | 武内啓     |
| 29   |                        | 阿嗚的足球大賽             | 雪室俊一   | 松浦錠平   | 松浦錠平 | 山崎隆生   |
| 29   |                        | 偵探阿嗚追查怪人           | 池田眞美子 | 松浦錠平   | 松浦錠平 | 平山英嗣   |
| 30   |                        | 阿嗚是挖貝殼高手           | 小松崎康弘 | 向中野義雄 | 太田弘   | 近藤優次   |
| 30   | 阿嗚入侵百貨公司       |                            | 小松崎康弘 | 向中野義雄 | 太田弘   | 近藤優次   |
| 31   |                        | 小加的炫耀狗狗比賽         | 雪室俊一   | 井上修     | 井上修   | 林桂子     |
| 31   |                        | 阿嗚玩戰爭遊戲             | 池田眞美子 | 井上修     | 井上修   | 山崎隆生   |
| 32   |                        | 阿嗚是馬戲團明星           | 池田眞美子 | 山吉康夫   | 山吉康夫 | 高橋英吉   |
| 32   | 阿嗚與小加離別之日     |                            | 池田眞美子 | 山吉康夫   | 山吉康夫 | 高橋英吉   |
| 33   |                        | 阿嗚是高爾夫的秘密兵器     | 小松崎康弘 | 中西伸彰   | 中西伸彰 | 武内啓     |
| 33   |                        | 阿嗚的大掃除大騷動         | 小松崎康弘 | 島津裕行   | 島津裕行 | 武内啓     |
| 34   |                        | 怪談！阿嗚的幽靈學校       | 池田眞美子 | 松浦錠平   | 松浦錠平 | 平山英嗣   |
| 34   |                        | 食慾第1！阿嗚的妄想        | 池田眞美子 | 松浦錠平   | 松浦錠平 | 山崎隆生   |
| 35   |                        | 小加的五百元銅板騷動       | 小松崎康弘 | 向中野義雄 | 太田弘   | 近藤優次   |
| 35   | 海中的決鬥！阿嗚對章魚 |                            | 小松崎康弘 | 向中野義雄 | 太田弘   | 近藤優次   |
| 36   |                        | 阿嗚發現土龍               | 池田眞美子 | 井上修     | 井上修   | 林桂子     |
| 36   |                        | 欣賞煙火要搭船             | 池田眞美子 | 井上修     | 井上修   | 山崎隆生   |
| 37   |                        | 熱到不想動的狗狗到游泳池玩 | 小松崎康弘 | 山吉康夫   | 山吉康夫 | 高橋英吉   |
| 37   | 阿嗚去桃太郎的國度     |                            | 小松崎康弘 | 山吉康夫   | 山吉康夫 | 高橋英吉   |
| 38   |                        | 小加第1次挑戰做菜          | 池田眞美子 | 中西伸彰   | 中西伸彰 | 武内啓     |
| 38   | 阿嗚大鬧兒童樂園       |                            | 池田眞美子 | 中西伸彰   | 中西伸彰 | 武内啓     |
| 39   |                        | 狸貓旅館真可怕             | 小松崎康弘 | 松浦錠平   | 松浦錠平 | 平山英嗣   |
| 39   |                        | 颱風來了阿嗚好開心         | 小松崎康弘 | 松浦錠平   | 松浦錠平 | 山崎隆生   |
| 40   |                        | 阿嗚與地震與大鯰魚         | 池田眞美子 | 細田雅弘   | 細田雅弘 | 近藤優次   |
| 40   |                        | 阿嗚和風一起離開了         | 池田眞美子 | 加賀剛     | 細田雅弘 | 近藤優次   |

### 播放電視台
| 播放地區      | 播放電視台     | 聯播網         | 備註         |
| ------------- | -------------- | -------------- | ------------ |
| 關東廣域圈    | 朝日電視台     | 朝日電視台系列 | 製作電視台   |
| 北海道        | 北海道電視台   | 朝日電視台系列 | 同時網路播放 |
| 青森縣        | 青森朝日放送   | 朝日電視台系列 | 同時網路播放 |
| 宮城縣        | 東日本放送     | 朝日電視台系列 | 同時網路播放 |
| 秋田縣        | 秋田朝日放送   | 朝日電視台系列 | 同時網路播放 |
| 山形縣        | 山形電視台     | 朝日電視台系列 | 同時網路播放 |
| 福島縣        | 福島放送       | 朝日電視台系列 | 同時網路播放 |
| 新潟縣        | 新潟電視台21   | 朝日電視台系列 | 同時網路播放 |
| 長野縣        | 長野朝日放送   | 朝日電視台系列 | 同時網路播放 |
| 靜岡縣        | 靜岡朝日電視台 | 朝日電視台系列 | 同時網路播放 |
| 石川縣        | 北陸朝日放送   | 朝日電視台系列 | 同時網路播放 |
| 中京廣域圈    | 名古屋電視台   | 朝日電視台系列 | 同時網路播放 |
| 近畿廣域圈    | 朝日放送       | 朝日電視台系列 | 同時網路播放 |
| 廣島縣        | 廣島HOME電視台 | 朝日電視台系列 | 同時網路播放 |
| 山口縣        | 山口朝日放送   | 朝日電視台系列 | 同時網路播放 |
| 香川縣 岡山縣 | 瀨戶内海放送   | 朝日電視台系列 | 同時網路播放 |
| 高知縣        | 高知電視台     | TBS系列        | 網路延遲播放 |
| 福岡縣        | 九州朝日放送   | 朝日電視台系列 | 同時網路播放 |
| 長崎縣        | 長崎文化放送   | 朝日電視台系列 | 同時網路播放 |
| 熊本縣        | 熊本朝日放送   | 朝日電視台系列 | 同時網路播放 |
| 大分縣        | 大分朝日放送   | 朝日電視台系列 | 同時網路播放 |
| 鹿兒島縣      | 鹿兒島放送     | 朝日電視台系列 | 同時網路播放 |

## 電影版
家有賤狗 原始家有賤狗（平成イヌ物語バウ 原始イヌ物語バウ）
作為東映動畫特別版在1994年8月20日上映。東映發行。同時上映有《亂馬½ 超無差別決戰！亂馬隊VS傳說的鳳凰》、《GS美神 極樂大作戰!!》。
與電視版不同的是，本作以原始時代為舞台。

### 主題曲
- 片頭曲《大キライ!》（作詞：渡瀬マキ 作曲：川添智久 編曲：LINDBERG（日语：LINDBERG）、須貝幸生、神長弘一 歌：LINDBERG）

與電視版相同、結束場景換成電影院。另外大五郎・阿強・大五郎之母也都有登場。
- 片尾曲《年がらノー天気》（作詞：AIKO 作曲：北村雅彦 編曲：加藤みちあき 歌：Ed山口、阿嗚（園部啓一））

ED曲結束後、由沙也加說出「平成（電視版）的阿嗚也請你們多多指教了」之後而結束。

## 遊戲
平成イヌ物語バウ ポップンスマッシュ!!是Takara在1994年4月28日發售的超級任天堂動作類型遊戲。